# Solotvyn
Solotvyn (ukrainien : Солотвин) est une commune urbaine de l'oblast d'Ivano-Frankivsk, en Ukraine. Elle compte 3 729 habitants en 2021.